# Operación del Ferrocarril Beiping–Hankou
La Operación Ferroviaria Beiping-Hankou (en japonés: 京 漢 線 作 戦; mediados de agosto - diciembre de 1937) fue la continuación de la Batalla de Beiping-Tianjin El ejército japonés en el norte de China al comienzo de la segunda guerra sino-japonesa, luchó simultáneamente con la Operación Ferroviaria Tianjin-Pukou. La Operación Ferroviaria Beiping-Hankou no fue autorizada por el Cuartel General Imperial. Los japoneses avanzaron hacia el sur a lo largo del Ferrocarril Beiping – Hankou hasta el Río Amarillo, capturando Linfen 36°04′59″N 111°31′01″E / 36.083, 111.517 en el camino. Después de que el Cuartel General Imperial luchó por el control de las tropas de los comandantes locales, la mayoría de las unidades japonesas participantes fueron transferidas para participar en la Batalla de Taiyuan simultánea. Estas unidades fueron reemplazadas por divisiones recién formadas la 108.ª y 109.ª.

## Consecuencias
Después del punto muerto en Río Amarillo desde diciembre de 1937 hasta marzo de 1938, la lucha se reanudó dando como resultado la Batalla de Xuzhou.